# 河畔狗肝菜
河畔狗肝菜（学名：Dicliptera riparia）是爵床科狗肝菜属的植物。分布在缅甸、泰国等地，生长于海拔1,800米至2,250米的地区，目前尚未由人工引种栽培。

## 变种
- Dicliptera riparia Nees var. yunnanensis Hand.-Mazz.